# Leptidea serrata
Leptidea serrata is een vlindersoort uit de familie van de Pieridae (witjes), onderfamilie Dismorphiinae.
Leptidea serrata werd in 1955 beschreven door Lee.